# Krüppel (Einheit)
Das Kohlenmaß Krüppel war ein Volumenmaß im österreichischen Kärnten.
Im Bergwerkswesen wurde als ein Krüppel Kohlen eine Menge von drei Sack bezeichnet. Jeder dieser Säcke musste 3 Ellen lang sein und einen Umfang von 3 Ellen haben.
- 1 Krüppel = 3 Säcke

Je nach zugrunde gelegtem Sackmaß (auch Säcke als Kohlenmaß, nicht zu verwechseln mit dem Münchener Kohlensack) entspricht ein Krüppel in etwa dem Volumen von 2,2 m³.